# گئورگ ماردیکیان
گئورگ ماردیکیان (انگلیسی: Kevork Mardikian؛ زادهٔ ۱۴ ژوئیهٔ ۱۹۵۴) یک بازیکن و مربی فوتبال ارمنی‌تبار اهل سوریه است. وی بین سال‌های ۱۹۷۹ تا ۱۹۸۵ کاپیتان تیم ملی فوتبال سوریه بود. پسر وی ماردیک ماردیکیان نیز بازیکن فوتبال می‌باشد.

## تیم ملی
وی همچنین در تیم ملی فوتبال سوریه بازی کرده‌است. ماردیکیان در جام ملت‌های آسیا ۱۹۸۰, جام ملت‌های آسیا ۱۹۸۴ و بازی‌های المپیک تابستانی ۱۹۸۰ در ترکیب تیم ملی فوتبال سوریه بازی کرد.